# Plateau Avijl
Le Plateau Avijl, situé à Uccle en Belgique, est un site champêtre qui forme un îlot de 8,7 hectares.

## Situation
Entouré par la rue Jean Benaets, le chemin Avijl, la Montagne de Saint-Job, le bas de la Vieille rue du Moulin et la rue de Wansijn. Ses caractéristiques de site semi-naturel, intégré dans le tissu social du vieux Saint-Job, en font l’un des derniers témoins du passé villageois de la commune d’Uccle et de son patrimoine historique.

## Galerie

Mélange de potagers, de prairies et de deux zones boisées
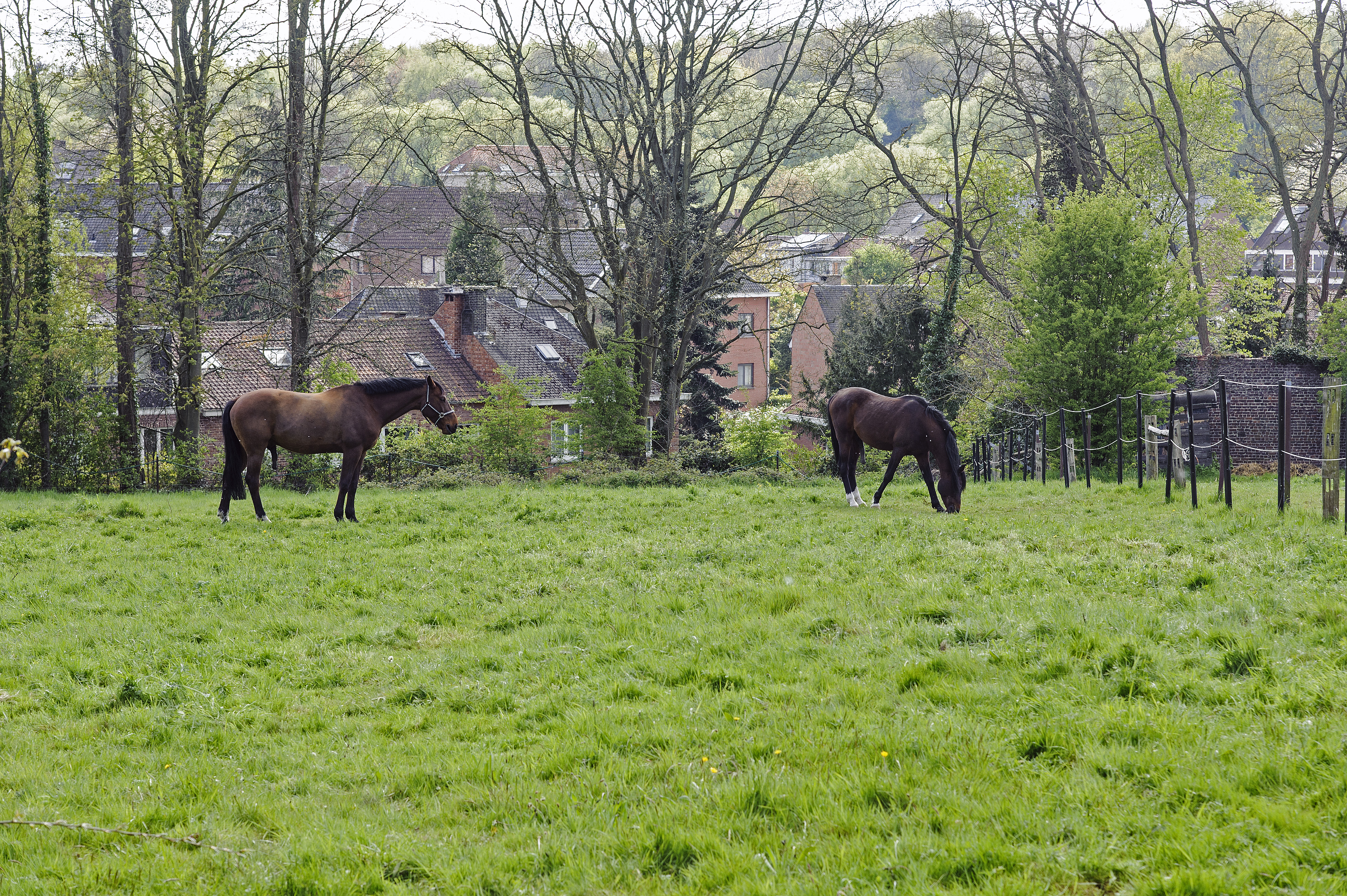
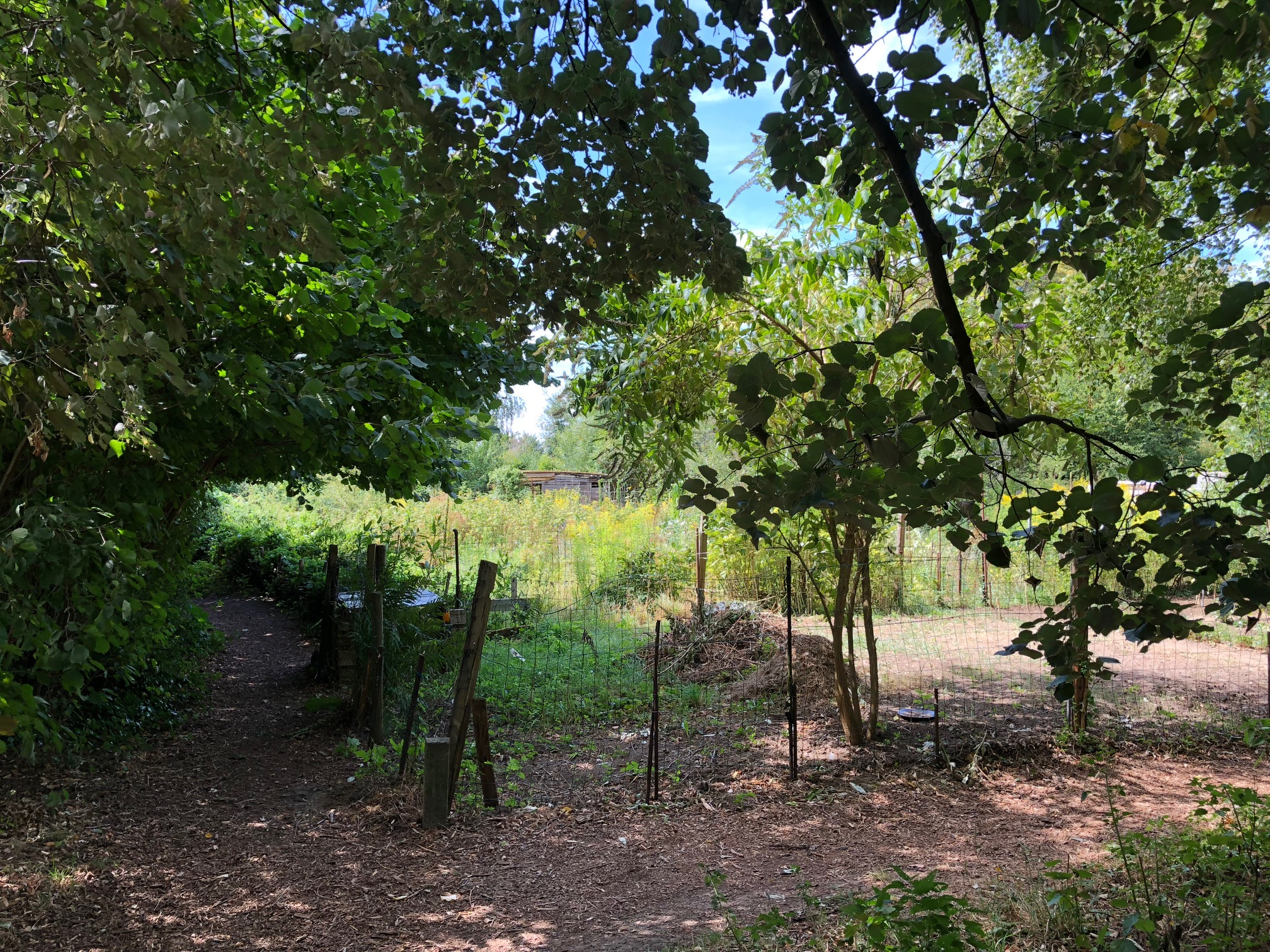
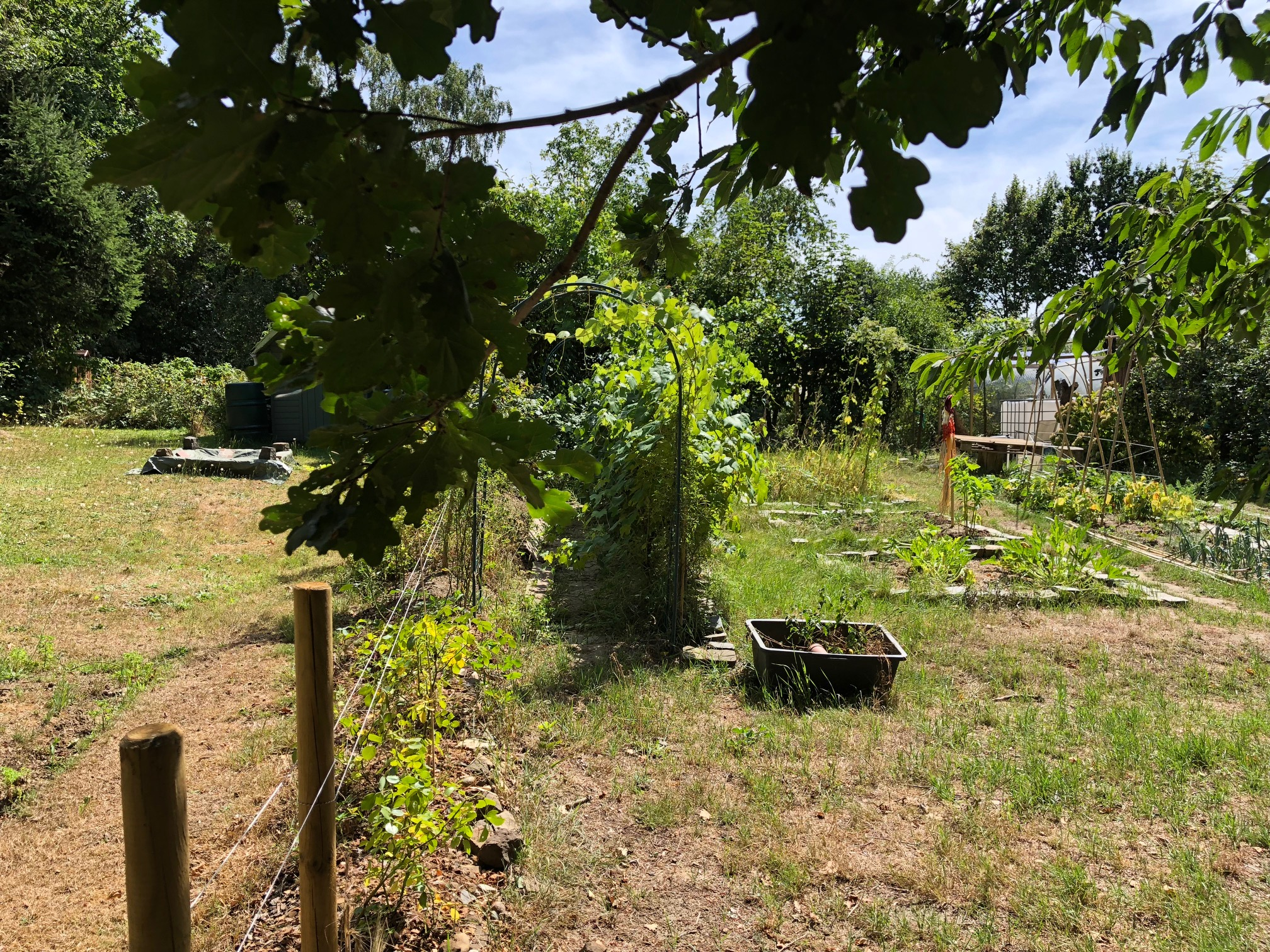